# Altération (musique)
Pour les articles homonymes, voir Altération.
En musique, une altération est la modification de la hauteur d'une note, pour un son plus grave ou plus aiguë, pour un effet de modulation, transposition, ornementation, etc. Cette modification est exprimée par un symbole placé à gauche de la note sur partition, et plus précisément, sur la portée, symbole appelé altération. De même, la note modifiée est communément appelée altération.

## Altérations simples

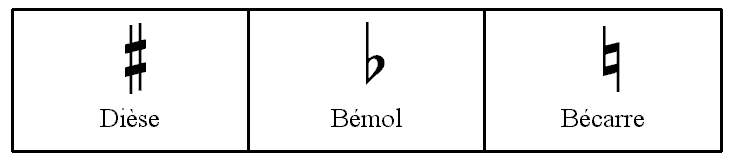
Altérations simples.

Les trois altérations simples sont les plus courantes :
- Le dièse () qui élève la note d'un demi-ton chromatique.
- Le bémol () qui abaisse la note d'un demi-ton chromatique.
- Le bécarre () annule l’effet de toutes les altérations et rend à une note sa hauteur naturelle.

## Altérations doubles

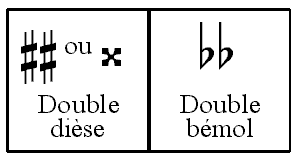
Altérations doubles usuelles.

Il existe deux altérations doubles en solfège moderne :
- Le double dièse (   ) qui élève la note de deux demi-tons chromatiques.
- Le double bémol (   ) qui abaisse la note de deux demi-tons chromatiques.

Ont existé trois autres altérations doubles, désuètes, le bécarre initial devenu superflu : le double bécarre, le bécarre-dièse et le bécarre-bémol.

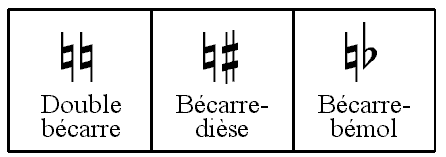
Altérations doubles désuètes.

- Le double bécarre (  ) rendait sa hauteur primitive à une note doublement diésée ou doublement bémolisée — c'est-à-dire affectée d'un double dièse ou d'un double bémol. Aujourd'hui, par définition, un bécarre seul suffit.
- Le bécarre-dièse (  ) changeait une note doublement diésée en une note simplement diésée. Aujourd'hui, un dièse seul suffit.
- Le bécarre-bémol ( ) modifiait une note doublement bémolisée en une note simplement bémolisée. Aujourd'hui, un bémol seul suffit.

## Effet des altérations
L'effet d'une altération diffère selon sa place : soit dans le morceau — altération accidentelle — ou bien à la clé — altération constitutive.
Une note altérée est nommée avant son altération, mais est notée après. Par exemple, un do affecté d'un dièse sera appelé « do dièse», mais, sur la partition, le dièse sera écrit avant le do — « dièse do», en somme —, ceci, afin d'éviter de jouer par erreur un do avant de réaliser que c'était en fait un do dièse qu'il eût fallu jouer.

### Altérations accidentelles
Une altération accidentelle — appelée plus simplement accident — intervient dans le courant du morceau, et concerne toutes les notes de même nom et de même hauteur qui se trouvent après elle dans la même mesure. L'effet de l'altération accidentelle est donc temporaire et prévaut sur toute altération précédente affectant la note.
Exemple :
Dans l'exemple ci-dessus, le premier dièse accidentel affecte les notes 2 et 4, mais pas la note 3, qui n'est pas à la même hauteur que la note 2, objet de l'altération accidentelle. Le bécarre accidentel affecte la note no 5 qui redevient donc un fa naturel. Le deuxième dièse accidentel affecte la note 6, mais la note 7 qui est dans une autre mesure, n'est pas affecté et reste un fa naturel. Le troisième dièse accidentel affecte la note 8 mais pas la note 9 car, pour la même raison que la note 2 précédemment, n'est pas à la même hauteur que le dièse accidentel. La séquence se lit donc : fa, fa, fa, fa, fa, fa, fa, fa, fa.

### Altérations de précaution
En principe, on peut ainsi considérer que la barre de mesure annule l'effet de tous les accidents qui ont précédé.
Certains compositeurs (arrangeurs, éditeurs, copistes, graveurs) toutefois, pour éviter toute ambiguïté et sachant par expérience que « deux précautions valent mieux qu'une », rajoutent, après la barre de mesure et devant la note concernée, l'altération (entre parenthèses ou non) rétablissant la hauteur initiale d'une note donnée qui avait été modifiée accidentellement au cours d'une mesure précédente. Une telle altération accidentelle, qui n'est pas absolument indispensable, est alors appelée « altération de précaution », justement. Dans l'exemple ci-dessous, l'altération de précaution est notée entre parenthèses. Il s'agit ainsi de rappeler à l'interprète que le troisième mi ne doit plus être altéré, car l'accident de la mesure précédente (un bémol à hauteur du mi4), comme tout accident, n'a d'effet que jusqu'à la fin de la mesure où il a été placé.

Cette règle comporte une petite exception toutefois. Lorsque deux notes, de même hauteur et affectées du même accident, sont réunies par une liaison de prolongation, et qu'une barre de mesure passe entre les deux notes en question, on n'écrit pas l'altération devant la seconde note. Si la même note est écrite dans cette deuxième mesure, elle reste altérée jusqu'à la prochaine barre de mesure (sauf indication contraire). Dans notre exemple, la deuxième note de mi, pourtant après la barre de mesure, est toujours bémolisée, du fait de la liaison de prolongation.

### Altérations constitutives
Une altération constitutive est valable durant toute la portée, pour toutes les notes de même nom — même de hauteur différente, cette fois —, sauf si entretemps intervient un accident modifiant la hauteur de la note en question.
- Exemple :

Dans l'exemple ci-dessus, le mi {\displaystyle \flat } (bémol constitutif) affecte toutes les notes sauf les notes no 4 et no 6 à cause du bécarre accidentel.
Placées au début de la portée, juste après la clé, les altérations constitutives forment ce qu'on appelle une armature, ou armure.

### Altérations relatives
Alors qu'en solfège moderne, le signe d'altération exprime une hauteur absolue dans le système musical, jusqu'au XVIIIe siècle elle n'avait de valeur que relative : le cas le plus courant, dans la musique ancienne, est celui des pièces ayant un bémol à la clef (le si {\displaystyle \flat }), dans lesquelles un dièse devant un si désigne un si naturel – et non un si dièse, qui n'a guère de sens à cette époque !
Dans les partitions anciennes, l'altération accidentelle n'est généralement valable que pour la note qu'elle précède, et non pour toute la mesure.
De plus, l'éditeur moderne d'une partition ancienne peut ajouter au-dessus de la portée, et vis-à-vis d'une note particulière, une altération de « suggestion » (entre parenthèses ou non), c'est-à-dire que l'éditeur propose à l'exécutant une note altérée, alors que cette altération manque dans le texte original (oubli, négligence, etc.).